# Taio
Taio (Nones: Taj; deutsch veraltet: Thayl oder Theyl) ist eine Fraktion der italienischen Gemeinde (comune) Predaia  in der Provinz Trient, Region Trentino-Südtirol. Taio ist der Hauptort und Gemeindesitz von Predaia. 

## Geografie
Taio liegt etwa 28,5 Kilometer nordnordwestlich von Trient im Nonstal am Fluss Noce auf einer Höhe von 551 m s.l.m. Der Ortsname leitet sich möglicherweise aus dem Italienischen taglio ab, was mit „Rodung“ übersetzt werden kann.

## Geschichte
Taio war bis 2015 eine selbstständige Gemeinde und wurde am 1. Januar 2015 mit Coredo, Smarano, Tres und Vervò zur neuen Gemeinde Predaia zusammengeschlossen. Zur Gemeinde gehörten die Fraktionen Dardine, Dermulo, Mollaro, Segno, Torra und Tuenetto.

## Verkehr
An Taio führt die Strada Statale 43 della Val di Non von San Michele all’Adige nach Cles vorbei. Bis zur Eröffnung der Umgehungsstraße 2006 führte die Staatsstraße mitten durch den Ortskern. Der Bahnhof von Taio wird von Zügen auf der Ferrovia Trento–Malè (Bahnstrecke Trient-Marilleva) bedient.

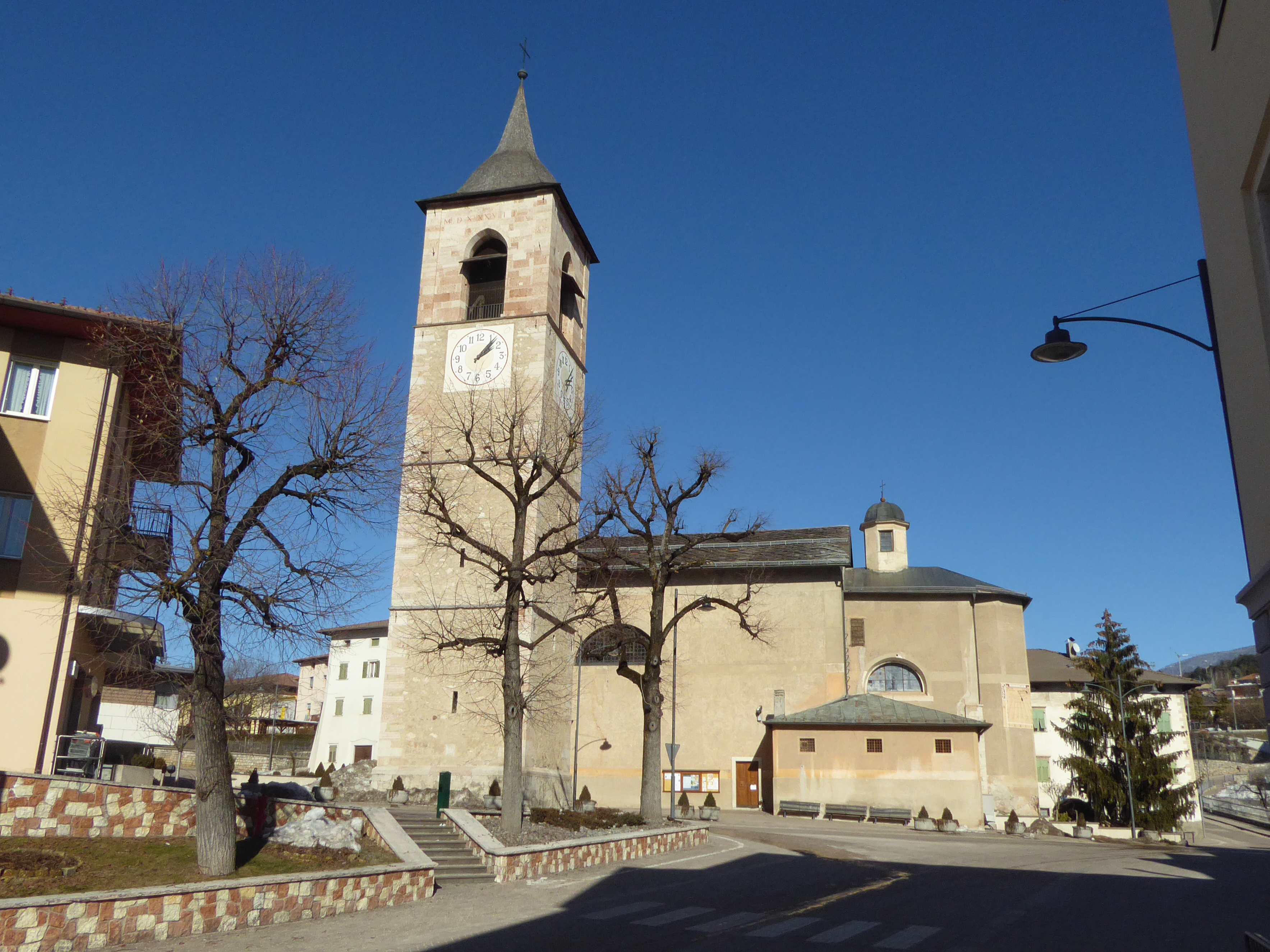
Pfarrkirche San Vittore
Ehemaliges Gemeindewappen
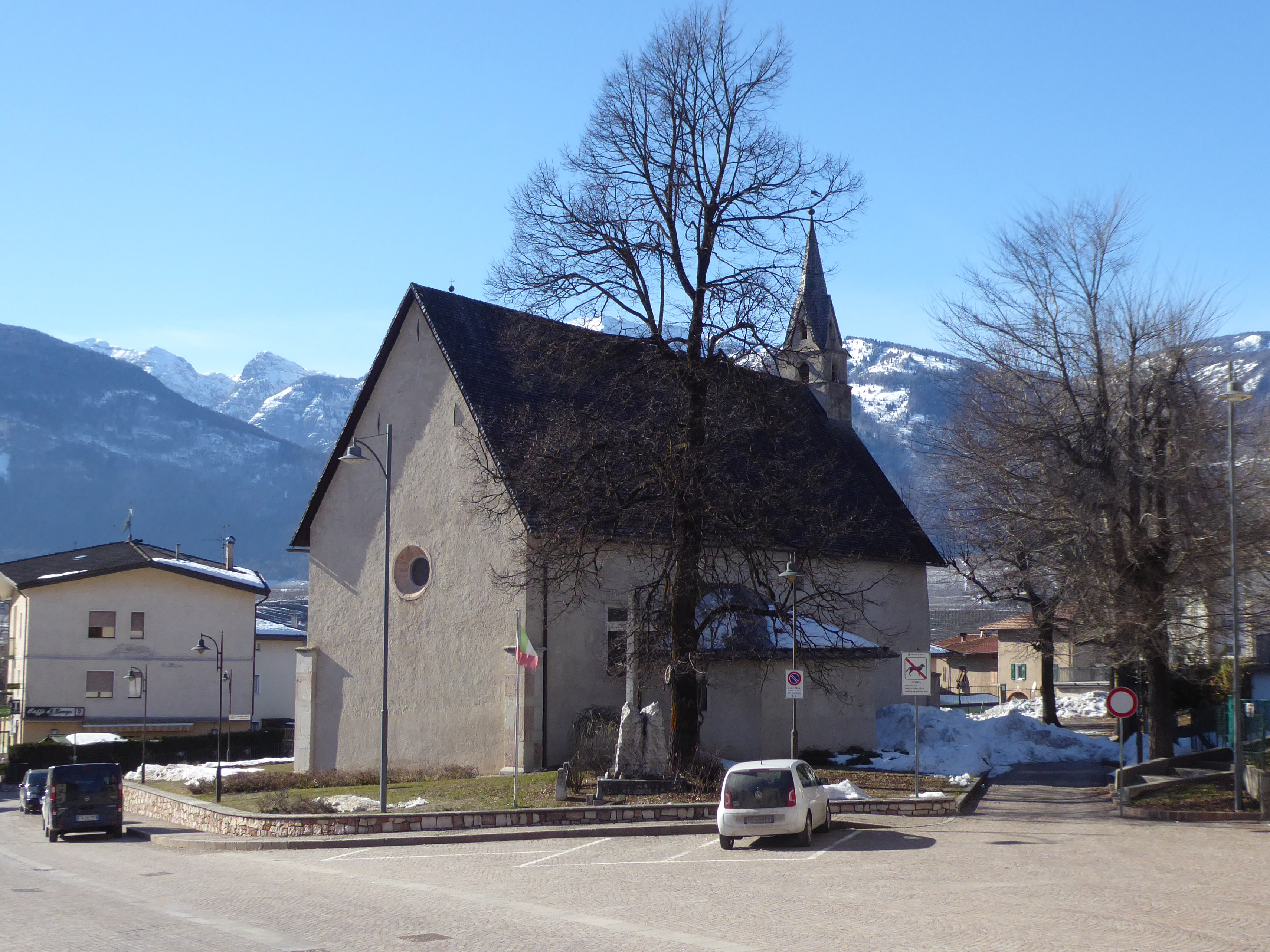
Kirche Madonna del Rosario

## Persönlichkeiten
- Eusebio Francisco Kino (1645–1711), Jesuitenmissionar, Kartograph

## Gemeindepartnerschaften
- Heroldsberg,  (Mittelfranken), seit 1996